# OL銭道
『OL銭道』（オーエルぜにどう）はテレビ朝日系列で2003年4月11日～6月20日に金曜ナイトドラマ枠で放送されたテレビドラマ。全11回。2003年9月3日にDVD-BOXが発売された。

## あらすじ
中堅商社“ひだまり商事”の経理課に勤める、田丸あやめは、貯金が大好きでお金の無駄遣いが大嫌いな節約術に長けたOL。そんなある日、あやめは5年前に別れた元恋人・金城真一と再会を果たす。

## キャスト
- 田丸あやめ：菊川怜

落ちたお金を音だけで総額を言い立てる特技を持つ。
- 金城真一：沢村一樹
- 大崎今日香：佐藤藍子
- 田中・ジェニー・昌美：北川弘美
- 金子成美：有坂来瞳
- 寒川鉄子：高田聖子
- 八巻まりあ：藤森夕子
- 小松正志：石塚義之（アリtoキリギリス）
- 桑田誠之助：螢雪次朗
- 弁天美智子：小林幸子
- 小野崎拓郎：姜暢雄（第6回 - 第11回）
- 島倉春奈：椋木美羽
- 相田欽也：山下真司
- チャーリー・山中林：徳井優（第1回、第10回）
- 住田隆（第1回）
- 本多彩子（第1回）
- 松本じゅん（第1回）
- 土井村：綾田俊樹（第2回）
- 揚田.あき（第2回）
- 花原照子（第2回）
- 杉作J太郎（第2回）
- 竹中田：濱田マリ（第3回）
- 田中川：石井正則（アリtoキリギリス）（第4回）
- 花岡田：中尾ミエ（第5回）
- 大田川風雲：大河内浩（第8回）
- 西木田誠：河原さぶ（第9回）
- 三田森：長谷川初範（第10回、第11回）
- 猫田直（第10回）
- 宇野晃司（第11回）
- ナレーション：来宮良子（第1回）

## テーマ曲
- オープニングテーマ「A Quick Drunkard」東京スカパラダイスオーケストラ
- エンディングテーマ「Something Beautiful」ロビー・ウィリアムズ

## スタッフ
- 原案：青木雄二「OL銭道」より
- 原案協力：松元浩一、西田真二郎
- 脚本：高橋ナツコ、金杉弘子
- 音楽：五十嵐淳一
- 音楽プロデューサー：岩井健郎
- 演出：塚本連平、南雲聖一、徳市敏之、唐木希浩
- スクリプター（記録）：巻口恵美、田中小鈴、杉谷小百合
- チーフプロデューサー：五十嵐文郎（テレビ朝日）
- プロデューサー：三輪祐見子（テレビ朝日）、佐藤直樹（角川大映映画）、有重陽一（角川大映映画）、和泉吉秋（角川大映映画）
- 協力プロデューサー：両沢和幸
- 制作：テレビ朝日、角川大映映画

## サブタイトル
| 各話                                             | 放送日        | サブタイトル                      | 視聴率 |
| ------------------------------------------------ | ------------- | --------------------------------- | ------ |
| 第1話                                            | 2003年4月11日 | 銭街道に舞う一千万円              | 8.1%   |
| 第2話                                            | 2003年4月18日 | 銭山脈にこだまする三百万円        | 9.4%   |
| 第3話                                            | 2003年4月25日 | この恋六百万円                    | 10.4%  |
| 第4話                                            | 2003年5月2日  | 内職商法夫人                      | 7.7%   |
| 第5話                                            | 2003年5月9日  | 百五十万愛の筑前煮                | 7.8%   |
| 第6話                                            | 2003年5月16日 | 涙の銭ガエル                      | 8.6%   |
| 第7話                                            | 2003年5月23日 | 君の瞳は一億円                    | 6.5%   |
| 第8話                                            | 2003年5月30日 | 100万円のツボ!? 巧妙なワナを解け! | 7.8%   |
| 第9話                                            | 2003年6月6日  | モー烈一千万円の告白              | 5.7%   |
| 第10話                                           | 2003年6月13日 | 銭道崩壊                          | 7.8%   |
| 最終話                                           | 2003年6月20日 | 銭街道に咲く一千万円の花          | 7.4%   |
| 平均視聴率・7.9%（ビデオリサーチ調べ・関東地区） |               |                                   |        |

| テレビ朝日系 金曜ナイトドラマ                       | テレビ朝日系 金曜ナイトドラマ    | テレビ朝日系 金曜ナイトドラマ                           |
| 前番組                                              | 番組名                           | 次番組                                                  |
| --------------------------------------------------- | -------------------------------- | ------------------------------------------------------- |
| スカイハイ（第1シリーズ） （2003.1.17 - 2003.3.21） | OL銭道 （2003.4.11 - 2003.6.20） | 特命係長 只野仁（1stシーズン） （2003.7.4 - 2003.9.19） |